# Первомайский (Пышминский муниципальный округ)
Первомайский — посёлок в Пышминском городском округе Свердловской области России.

## Географическое положение
Посёлок  расположен в 28 километрах (по автотрассе в 34 километрах) к югу-юго-западу от посёлка Пышма, на левом берегу реки Камышка (левого притока реки Дерней, бассейна реки Пышма). В окрестностях посёлка расположена система прудов.

## История
В 1964 г. Указом Президиума ВС РСФСР поселок отделения №1 совхоза «Первомайский» переименован в Первомайский.

## Население
| 2002 | 2010 | 2021 |
| ---- | ---- | ---- |
| 722  | ↘653 | ↘532 |